# Jean Étienne Benoît Duprat
Pour les articles homonymes, voir Duprat.
Jean Étienne Benoît Duprat, né le 21 mars 1752 à Avignon et tué le 6 juillet 1809 à Wagram, est un général français de la Révolution et de l’Empire.

## Biographie
Colonel dans les troupes papales lors de la réunion d'Avignon à la France le 14 septembre 1791, il devient chef de légion dans les gardes nationales de Vaucluse en 1792. Il entre dans l'administration civile, et est impliqué, ainsi que son frère cadet, le Conventionnel girondin Jean Duprat (guillotiné le 30 octobre 1793) dans les atrocités des massacres de la Glacière (16 et 17 octobre 1791), aux côtés du peu recommandable Jourdan Coupe-Tête. Le 19 décembre 1791, il prononce un discours sur la Révolution et la position actuelle d'Avignon et du Comtat. Ce discours sera prononcé au Cercle patriotique de Marseille lors d'une la séance publique et extraordinaire convoquée à cet effet.
Plus modéré que son frère, il est nommé adjudant-général chef de brigade provisoire par les représentants en mission Beffroy et Poultier le 24 février 1795, à l'armée d’Italie. Confirmé dans son grade par le comité de salut public le 13 juin 1795, il doit cesser ses fonctions et est suspendu le 17 octobre 1795, après l'arrestation de son ami Rovère. 
Il est réintégré dans son grade le 27 janvier 1797, mais reste sans emploi. Le 20 mars 1797, il sert comme volontaire auprès du général Berruyer en Italie jusqu'au 7 septembre, puis auprès du général Kellermann en 1798. Il est remis en activité à l'armée de Mayence le 7 décembre 1798, puis il est affecté à l'armée du Danube le 6 mars 1799. Il combat à Stockach le 25 mars 1799, rejoint la division Vandamme le 25 avril 1800, fait capituler le fort de Hohentwiel le 1er mai, sert à Moesskirch le 5 mai, et passe chef d'état-major de la division Richepanse fin 1800. Il est mis en non activité le 23 septembre 1801.
Du 13 février à juillet 1802, il accompagne, comme volontaire, le général Kellermann fils dans son inspection des troupes à cheval de l'armée d'Italie. Il est réadmis au nombre des adjudants commandant le 30 juillet 1802, compris comme disponible le 2 juillet 1803, il est employé à la réserve de cavalerie du camp de Saint-Omer le 13 décembre 1803. Il est fait officier de la Légion d'honneur le 14 juin 1804. Le 14 janvier 1805, il est employé dans la 15e division militaire, et le 24 septembre au corps d'armée de réserve du maréchal Kellermann. De retour dans la 15e division militaire le 7 juin 1806, il est nommé chef d'état-major de l'armée de réserve à Mayence le 20 septembre suivant. Le 4 mars 1809, il est employé au corps d'Oudinot, puis comme chef d'état-major de la 1re division de ce même corps d'armée en Allemagne le 9 avril 1809. Il est promu général de brigade le 4 juillet 1809, au 2e corps de la Grande Armée, et il est tué à la bataille de Wagram le 6 juillet 1809.
Il est l'un des vingt-deux généraux et amiraux vauclusiens de la Révolution et de l'Empire.

## Autres
Jean Étienne Benoît Duprat est à l'origine, avec son frère Jean, d'une grande famille avignonnaise, enrichie notamment dans le commerce des soies et la Caisse d'épargne d'Avignon.
Il a trois enfants. Sa fille Agathe-Thérèse-Sophie Duprat, née à Paris et morte à Avignon le 29 novembre 1859 à l'âge de 80 ans, est inhumée au cimetière Saint-Véran de la ville (carré 12, rangée Nord, tombe 11).
Le palais des Papes, transformé en caserne au XIXe siècle, de 1881 à 1900, sera rebaptisé « Caserne Duprat » en son honneur.
Son nom est gravé sur l'Arc de triomphe de l'Étoile, colonne 19, deuxième ligne, pilier est. 